# 대뇌
대뇌(한국 한자: 大腦, 라틴어: cerebrum) 또는 큰골, 끝뇌, 종뇌(라틴어: telencephalon, 영어: endbrain)는 뇌의 일부로 대뇌 좌우 반구의 대뇌피질과 피질밑 구조(기저핵, 시상, 해마, 후각 망울등)을 포함하는 영역이다. 사람에게 대뇌는 중추신경계의 가장 상위 영역이다. 운동, 감각, 감정, 언어, 기억 및 판단 등 고등 정신 기능을 한다. 대뇌 또는 전뇌를 끝뇌(telencephalon)로 언급하는 경우는 개체발생학적으로 배아의 발생 과정에서 대뇌가 후뇌와 중뇌의 발생 및 발달단계에 이어 최종단계에서 발현하는 구조에 기원한다. 포유동물의 등쪽 끝뇌 혹은 겉질(pallium)은 대뇌피질이 되고, 배쪽 끝뇌 혹은 아래겉질(subpallium)은 기저핵이 된다. 대뇌는 거의 대칭적인 좌우 반구로 나뉜다.
대뇌는 소뇌의 도움을 받아 신체의 수의적인 활동을 통제한다.

## 구조
대뇌는 아래와 같은 영역으로 구성된다.
- 대뇌피질 혹은 각 반구의 피질
- 대뇌의 내부구조
- 대뇌의 하부구조: 기저핵, 변연계

대뇌는 뇌에게 가장 큰 부분이다. 뇌줄기의 꼭대기나 앞에 있으며 사람에게는 뇌에서 가장 크고 발달한 부분이다. 대뇌는 계통학적으로 가장 나중에 발달한 구조로 포유류가 다른 종에 비하여 가장 크고 잘 발달한 대뇌를 갖는다. 포유류에게만 대뇌 피질이 있다. 큰 포유류의 경우에 대뇌 피질은 많은 고랑(뇌구,sulcus)과 이랑(뇌회, gyrus)으로 이루어져 있어 부피 대비 표면적을 늘렸다.
사람의 경우 대뇌는 진화적으로 오래된 부위를 감싸고 있다. 변연계, 후각계, 운동계는 대뇌에서 뇌줄기와 척수로 신경섬유를 뻗는다. 인지와 의지 기능은 대뇌에서 시작하여 시상과 중뇌의 특정 영역에 이르는 회로를 통하여 일어난다. 대뇌의 신경 네트워크는 사회적 상호작용, 생각, 판단, 학습, 작업 기억, 그리고 인간의 경우 발화와 언어를 포함하는 복잡한 기능을 가능하게 한다.

### 발생
척추동물 배아의 발생 과정 동안 신경관은 앞뇌, 중간뇌, 마름뇌(능형뇌), 척수 이렇게 네 개의 연속된 구간으로 나뉘어 각각 중추신경계의 특정한 영역으로 발달한다. 앞뇌는 끝뇌(telencephalon, 후에 다시 앞뇌와 대뇌로 나뉨)와 훨씬 작은 사이뇌(diencephalon, 후에 시상과 시상하부, 시상밑부, 시상상부가 됨)로 나뉜다. 끝뇌는 옆쪽 끝뇌 소포를 형성하고 각각 좌우 대뇌 반구로 발달한다.

### 대뇌피질
대뇌의 표면에는 많은 주름이 있는데 다른 부분보다 돌출된 부분을 이랑(gyrus)이라 하고 주름져 안으로 들어간 부분을 고랑(sulcus)이라 한다. 대뇌는 이랑과 고랑의 모양에 따라 이마엽, 관자엽, 마루엽, 뒤통수엽 등으로 나뉘며 각각의 부위에 따라 수행하는 기능이 다르다. 이러한 대뇌의 영역의 구분은 두개골의 조각들과 일대일대응해 볼 수 있다.
- 대뇌겉질(Cerebral cortex): 대뇌의 가장 표면에 위치하고 있으며, 기억, 집중, 사고, 언어, 각성 및 의식 등의 중요 기능을 수행한다.
- 이마엽(Frontal lobe): 대뇌에서 가장 큰 엽으로 운동기능과 언어기능 등을 담당한다.
- 관자엽(Temporal lobe): 대뇌의 양쪽 옆면에 위치하며, 청각 등의 기능을 담당한다.
- 마루엽(Parietal lobe): 대뇌의 윗부분에 위치하며, 감각신호를 이해하고 해석하는 기능이 있다.
- 뒤통수엽(Occipital lobe): 대뇌의 뒷면에 위치하는 엽으로 시각기능에 관여하는 시각겉질(visusal cortex)이 위치해 있다.

대뇌의 좌우 반구(hemisphere)는 뇌들보에 의해 서로 연결되어 있지만, 대뇌반구 각각의 엽들의 가운데 표면과 아랫쪽 표면은 명확히 구분되어있지 않다.
- 뇌들보(Corpus callosum): 좌우 대뇌반구 사이에 위치해 두 반구를 연결하는 역할을 한다.
- 대상회(Cingulate gyrus): 뇌들보의 앞과 뒷부분끝 아래에 위치한다.
- 중심엽소엽(Paracentral lobule)
- 설전부(Precuneus)
- 설상엽(Cuneus)
- 측부구(Collateral sulcus): 반구의 아랫쪽 표면
- 중앙 후두측두회(Medial occipitotemporal gyrus)
- 후구(Olfactory sulcus)

### 내부 구조
회백질의 층으로 덮여있으며 대뇌반구의 내부는 측뇌실, 기저핵, 신경다발 (백질)로 구성된다.
- 측뇌실(Lateral ventricle): 각각의 대뇌반구에 있는 두 개의 측뇌실로 C모양의 구멍은 뇌척수액으로 채워져있다. 몸체, 앞쪽과 뒤쪽으로 나뉘어있으며, 뇌실내부의 구멍을 통해서 제 3뇌실의 구멍과 연결되어있다.
- 기저핵(Basal ganglia or Basal nuclei): 각각 대뇌 반구의 회색질덩어리이며, 선조체 (Corpus striatum), 편도핵 (Amygdala nucleus), 그리고 전장 (Claustrum)으로 구성되어있다.
- 백질(White matter): 신경아교세포에 의해 지지되며 서로 다른 직경을 가지고 있는 수초화 신경대발로 구성된다. 교련섬유 (Commissural fiber), 연합섬유 (Association fiber), 투사섬유 (Projection fiber)로 분류된다.

### 하부 구조
대뇌의 깊은 안쪽 부분에는 시상, 시상하부, 기저핵, 해마, 후각 망울이 위치해 있으며 이 구조물들은 대뇌의 하부구조를 구성한다.
- 시상(Thalamus): 회색질의 타원형모양으로 세번째 뇌실의 옆에 위치한다. 대부분의 주요 감각계 신호가 거쳐가는 중요 구조물로 대뇌피질의 활동과 밀접한 관련을 갖는다.
- 시상밑부(Subthalamus): 시상의 아랫부분에 위치하며, 신경세포들이 모여있는 매우 복잡한 구조를 갖는다. 시상밑부의 핵들은 양면이 볼록한 렌즈 모양이며 선조체와 연결되어 운동조절에 관여한다.
- 시상상부(Epithalamus): 시상을 둘러쌓는 구조를 가지며, 유상행으로 구성되어 있다. 솔방울샘과 연결되어 있다.
- 시상하부(Hypothalamus): 사이뇌의 부분으로 자율신경계와 호르몬계의 기능을 통합하여 조절함으로써 항상성을 유지한다.
- 기저핵(Basal ganglia): 대뇌겉질 및 시상과 신경섬유들로 연결되어 있으며, 운동조절에 관여한다.
- 해마(Hippocampus): 좌우 대뇌반구 아랫부분에 뿔모양으로 존재하여 단기기억능력에 관여한다.
- 후각망울(Olfactory bulb): 좌우 대뇌의 아랫부분에 위치하며 대뇌피질과 연결되어 후각기능에 관여한다.

## 기능

### 운동
대뇌는 신체 운동 중 의식적이고 의지적인 운동을 담당한다. 일차 운동 피질과 기타 전두엽 운동 영역 운동에 대한 계획이 수립된다. 일차 운동 피질에 있는 상위 운동 뉴런은 축삭을 뇌줄기와 척수로 보내 하위 운동 뉴런과 시냅스를 형성하고, 하위 운동 뉴런은 근육에 자극을 준다. 대뇌 피질의 운동 영역이 손상되면 전체적으로 마비되기보다는 근력이 감소하고 운동의 정확성이 떨어진다.

### 감각정보 처리
일차 감각 피질은 연합 피질 영역과 연합하여 시각, 청각, 몸감각, 미각, 후각 정보를 받아들이고 각 감각을 합성하여 개체를 둘러싼 환경에 대한 지각을 만들어낸다. 사람 뇌의 체성순서적배열 (Somatotopic organization)에 따라 모형으로 나타낸 호문쿨로스 (Homunculus)가 있다. 호문쿨로스는 각각의 피질영역의 크기와 감각을 느낄 수 있는 능력에 따른 비율을 표현한 모형이다. 예를 들면 다리와 비교했을 때 상대적으로 다양한 재주를 갖고 있는 손은 피질영역의 더 큰 영역을 차지한다.

### 후각
척추동물 대부분은 대뇌의 상당 부분을 냄새 감각을 담당하는 후각 망울이 차지하고, 그와 달리 사람은 전두엽 아래에 일부만을 차지한다. 다른 감각 수용체는 시상을 거쳐 각 감각 피질로 감각 정보를 보내지만, 후각 망울은 직접 축삭을 후각 피질로 보낸다. 후각 망울이 손상되면 냄새를 맡는 감각을 잃는다.

### 언어 전달
말하기와 언어 능력은 주로 대뇌 피질의 여러 부분에 걸쳐 있다. 발성 등 운동 기능은 전두엽의 브로카 영역(Broca's area)에서, 이해 등의 기능은 측두엽과 두정엽의 연결 부분인 베르니케 영역(Wernicke's area)이 주관한다. 두 영역은 활꼴 신경다발(arcuate fasciculus)이라는 백색질 조직으로 연결되어 있다. 브로카 영역이 손상되면 생각하고 있는 내용을 말로 표현하는 기능에 장애(표현언어상실증)가 생기게 되고, 베르니케 영역이 손상되면 말은 유창하지만 들은 내용을 이해하고 해석하는 기능에 장애(수용성언어상실증)가 생긴다.

### 학습과 기억
사실적이고 서술적인 기억은 해마와 중앙 측두엽에서 담당한다. 복잡한 운동 활동같이 내재적이고 과정적인 기억은 기저핵에서 담당한다. 단기 기억이나 작업 기억에는 해마와 연합피질, 특히 등쪽가쪽 전전두피질이 관여한다. 30세에서 99세까지의 뇌 MRI사진을 비교해 보면, 노화함에 따라 기억력과 관련된 해마에서의 퇴화가 뇌 회백질의 어느 부위보다 가장 빠르게 가속화되어 나타난다.

## 그외 동물
대부분의 원시적인 척추동물(먹장어와 칠성장어)의 대뇌는 후각 망울에서 신경 자극을 받는 비교적 단순한 구조이다. 연골어류와 육기어류, 양서류는 대뇌가 세 구역으로 구분된다. 배쪽 가장 낮은 곳은 기저핵을 이루고, 기타 대뇌의 다른 부분을 시상으로 연결하는 신경섬유가 포함된다. 이 위에 형성되는 옆쪽 대뇌를 옛겉질(paleopallium)이라 하고, 그 위의 가장 등쪽 부분을 원시겉질(archipallium)이라 한다. 어류와 양서류의 대뇌는 대부분 후각 기능을 담당하고, 양막류에 가서야 비교적 다양한 기능을 하게 된다.
조기어류의 대뇌 구조는 유사한 진화 단계의 종과 다르다. 기저핵과 대뇌겉질(pallium) 일부를 포함하여 대뇌 가쪽과 배쪽 영역의 안쪽 표면이 뇌실로 돌출되어 있다. 진골어류는 특히 복잡한 구조를 지닌다. 대뇌의 등쪽 표면은 막성 조직으로, 신경조직을 포함하지 않는다.
양막류의 대뇌는 훨씬 크고 복잡하다. 파충류의 옛겉질은 양서류보다 훨씬 커져 기저핵을 대뇌 가운데 영역으로 밀어냈다. 하등한 척추동물처럼 회백질은 일반적으로 백색질 아래에 위치한다. 어떤 파충류의 경우 회백질이 표면으로 퍼져, 특히 뇌의 앞부분에서 원시적인 피질을 형성한다.
포유류, 특히 영장류의 대뇌는 더욱 발달하여 피질이 대뇌 반구의 거의 대부분을 덮는다. 옛겉질은 뇌의 배쪽  표면으로 밀려 후각엽이 되고, 원시겉질은 가운데 등쪽 가장자리로 말려 올라가 해마가 된다. 태반을 형성하는 포유류는 뇌량이 발달하여 두 반구를 연결한다. 대뇌 표면에 형성되는 복잡한 이랑은 고등 포유류에서만 존재한다. 코끼리같이 큰 포유류의 대뇌는 예외적으로 크지만, 사람을 제외하고는 체중의 2% 가량을 대뇌가 차지하는 종으로는 돌고래가 유일하다.
조류의 대뇌는 파충류와 비교하면 포유류의 것과 유사한 크기이다. 본래 조류의 뇌 크기가 증가한 데에는 기저핵의 영향이 컸으며 뇌의 다른 부분은 원시적이라는 설이 지배적이었다. 그러나 조류는 다른 지배파충류에서 분화하며 다른 방법으로 대뇌화하였다는 증거가 있다.

## 그림

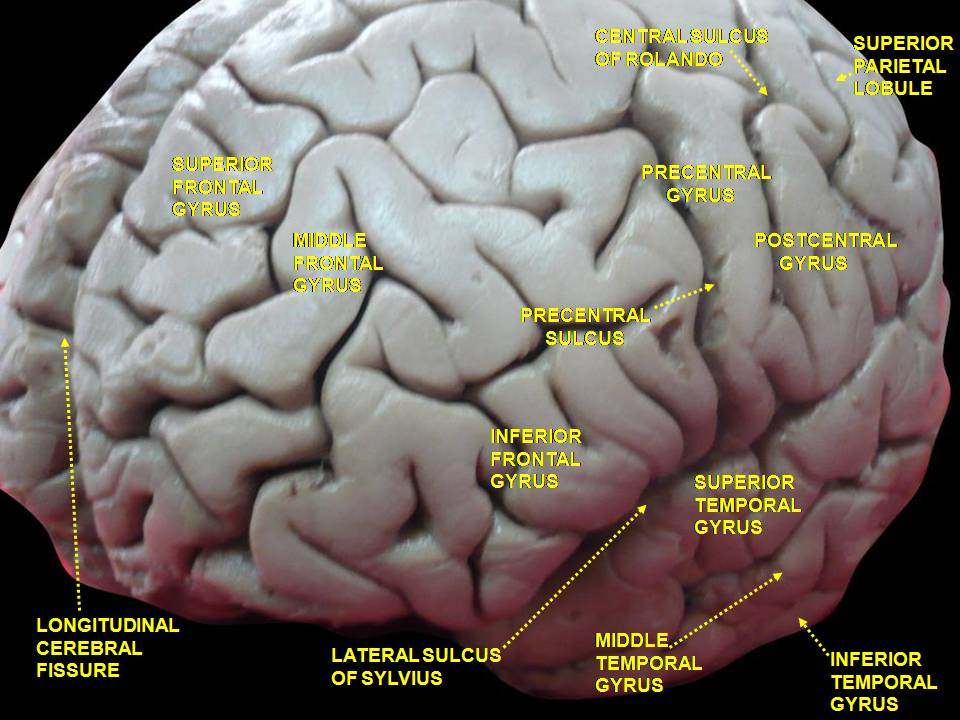
대뇌 가쪽면
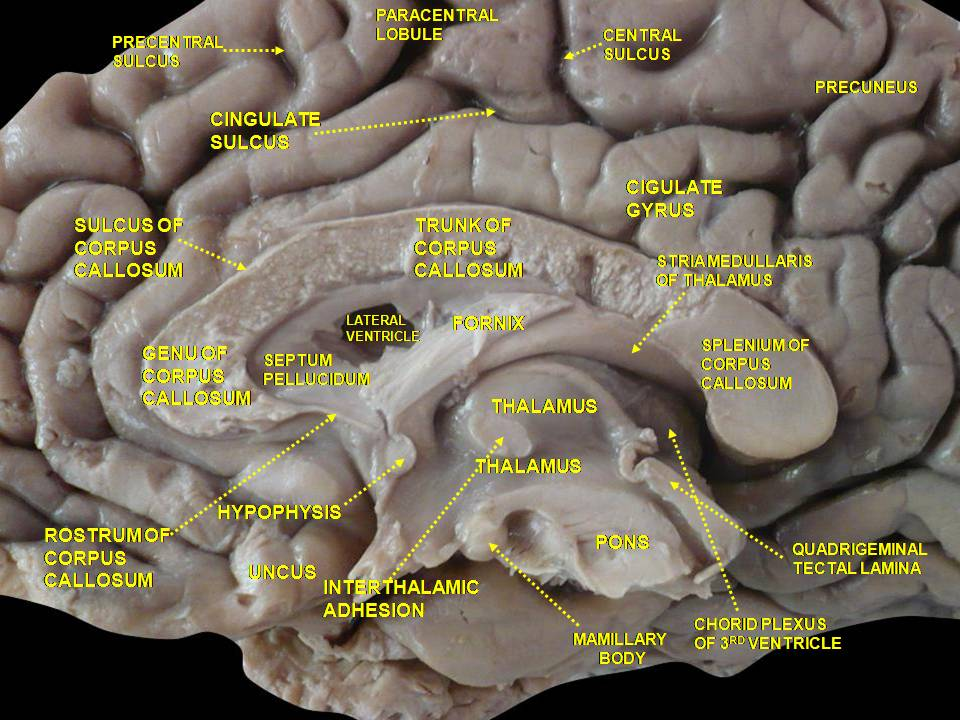
대뇌 우반구의 가운데면
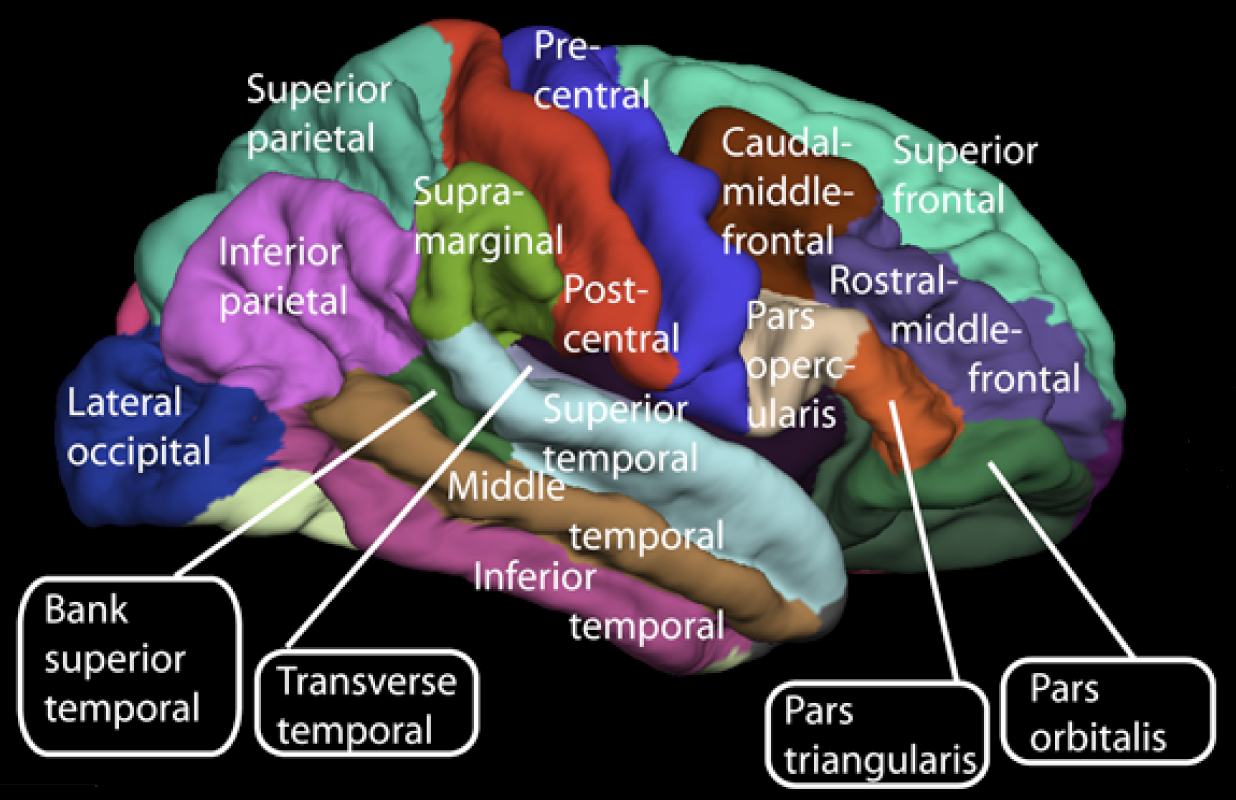
대뇌 우반구 표면
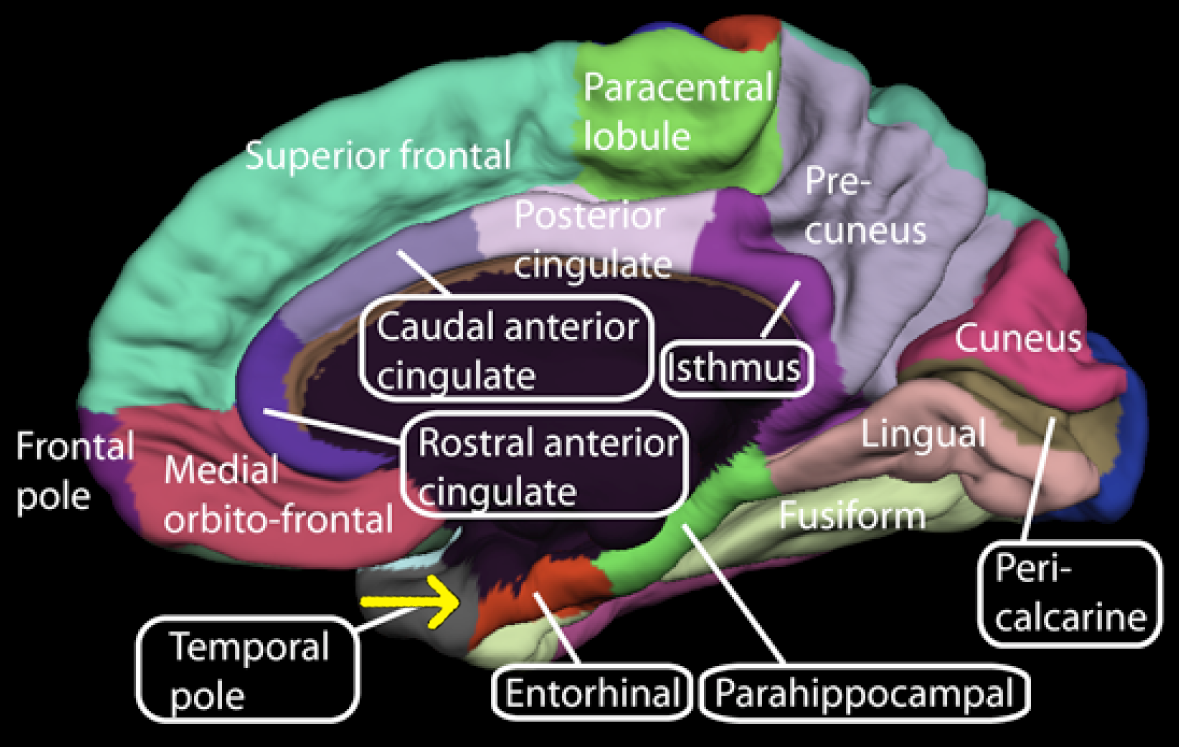
좌우 반구 사이의 표면(우반구쪽)

## 같이 보기
- 소뇌
- 대뇌피질
- 기저핵
- 뇌섬엽 (insular lobe, insula, insular cortex)

## 외부
- 좌뇌우뇌 자가진단